# Abadia de Humberston
A Abadia de Humberston foi uma abadia em Humberston, Lincolnshire, na Inglaterra.
A Abadia Beneditina de Santa Maria e São Pedro foi fundada em 1160 por William, filho de Ralf, filho de Drogo, filho de Hermer, como uma abadia da Ordem Tironense. Em 1305, os edifícios monásticos foram destruídos por um incêndio e os irmãos foram obrigados a pedir esmolas e vender bens antes que pudessem reconstruir os edifícios novamente.
Adotou ordens beneditinas algum tempo depois de 1413, quando o bispo de Lincoln em 1422 disse que os monges de Humberston tiveram a sua origem em Santa Maria, Hamby, na Diocese de Coutances. A abadia nunca foi entregue às mãos do rei como uma casa controlada por uma ordem externa.
A abadia foi dissolvida em 1536. Os edifícios da abadia estavam localizados ao sul da igreja de São Pedro em Humberston.